# Granvårskål
Granvårskål (Pithya vulgaris) är en svampart som beskrevs av Fuckel 1870. Granvårskål ingår i släktet Pithya och familjen Sarcoscyphaceae.  Arten är reproducerande i Sverige. Inga underarter finns listade i Catalogue of Life.